# Референдум в Лихтенштейне (1950)
Референдум в Лихтенштейне по новому закону об оружии проходил 12 марта 1950 года. Закон о владении оружием, включая обязательные лицензии на отдельные виды оружия, был одобрен Ландтагом, но отклонён на референдуме 72,3 % голосов.

## Контекст
Это был факультативный референдум гражданского происхождения в соответствии со Статьёй № 66 Конституции о референдумах. Он стал первым после повышения минимального порога зарегистрированных подписей с 400 до 600 для неконституционного референдума.

## Результаты
| Выбор                               | Голоса | %    |
| ----------------------------------- | ------ | ---- |
| За                                  | 667    | 27,7 |
| Против                              | 1 739  | 72,3 |
| Недействительных/пустых бюллетеней  | 238    | -    |
| Всего                               | 2 644  | 100  |
| Зарегистрированных избирателей/Явка | 3 265  | 81,0 |
| Источник: Démocratie Directe        |        |      |